# Wozławki
Wozławki (deutsch Wuslack) ist ein Dorf in der polnischen Stadt- und Landgemeinde Bisztynek (Bischofstein) in der Woiwodschaft Ermland-Masuren.

## Geographie
Durch den Ort fließt die Pisa, ein Nebenfluss der Alle.

## Geschichte

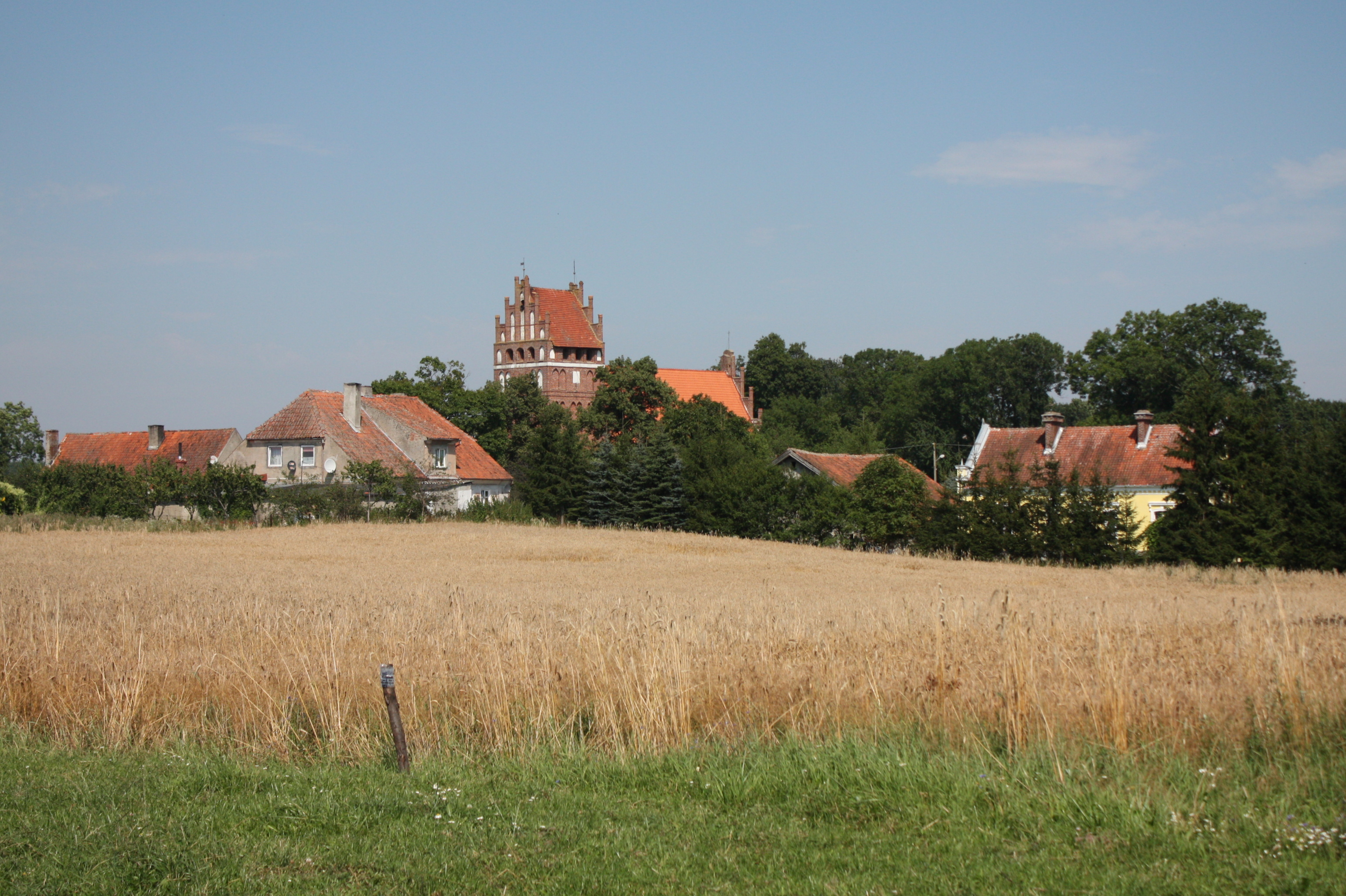
Ortsansicht

### Ortsgeschichte
Erstmals erwähnt wird der Ort 1357.
Eine Sehenswürdigkeit ist die denkmalgeschützte Kirche des Ortes, die im Ursprung in den Jahren 1370–1380 erbaut wurde. Ihr Turm stammt aus der zweiten Hälfte des 15. Jahrhunderts. Die barocke Ausstattung entstand in den späten 1720er Jahren, der Zeit in der Domherr Gottfried Heinrich zu Eylenburg dort Pfarrer war. Der Ort gehörte bis 1772 zum Königreich Polen und ging dann für 160 Jahre an Preußen. Nachdem Preußen infolge des Preußenschlags von 1932 und nachfolgend in der Zeit des Nationalsozialismus seine Autonomie verloren hatte, gelangte der Ort nach dem Ende des Zweiten Weltkrieges unter sowjetische Besatzung. Die deutsche Bevölkerung wurde vertrieben und durch Polen ersetzt.
Nachdem das Dorf im Januar 1945 zunächst gänzlich entvölkert war, ist die Einwohnerzahl bis 2007 wieder auf 880 Personen angewachsen.

### Amtsbezirk
Zum Amtsbezirk Wuslack gehörten anfangs sieben Kommunen. Am Ende waren es noch fünf:
| Deutscher Name | Polnischer Name | Anmerkungen                     |
| -------------- | --------------- | ------------------------------- |
| Mengen         | Mirosław        | 1928 nach Thegsten eingemeindet |
| Schönwalde     | Warmiany        |                                 |
| Schulen        | Sułowo          |                                 |
| Thegsten       | Rokitnik        |                                 |
| Trautenau      | Trutnowo        |                                 |
| Wienken        | Winiec          | 1928 nach Schulen eingemeindet  |
| Wuslack        | Wozławki        |                                 |

## Kirche
Wuslack resp. Wozławki war und ist ein römisch-katholischer Pfarrort und gehörte bis 1992 zum Dekanat Lidzbark Warmiński (Heilsberg) im einstigen Bistum und jetzigen Erzbistum Ermland.
Bis 1945 war Wuslack in die evangelische Kirche Bischofstein in der Kirchenprovinz Ostpreußen der Kirche der Altpreußischen Union eingepfarrt. Heute gehört Wozławki zur Pfarrei Kętrzyn (Rastenburg) mit der Filialkirche Bartoszyce (Bartenstein) in der Diözese Masuren der Evangelisch-Augsburgischen Kirche in Polen.

## Bildung
Die in Bisztynek ehemals vorhandene Kaserne wurde in den späten 1940er Jahren zu einer Grundschule ungewidmet und zählte 1950 bereits 500 Schüler aus der ganzen Umgegend.

## Verkehr
Wozławki liegt verkehrsgünstig an der in Nord-Süd-Richtung verlaufenden polnischen Landesstraße 57 (ehemalige deutsche Reichsstraße 128), in die hier die aus dem Westen herkommende Woiwodschaftsstraße 513 einmündet. Ein Bahnanschluss besteht nicht.